# Nennslingen
Nennslingen település Németországban, azon belül Bajorországban. Lakosainak száma 1458 fő (2023. december 31.). Nennslingen Bergen, Burgsalach, Raitenbuch, Roth járás, Eichstätt járás, Titting és Thalmässing községekkel határos.

## Népesség
A település népessége az elmúlt években az alábbi módon változott:
| Lakosok száma | 1467 | 813  | 1387 | 1371 | 1395 | 1385 | 1386 | 1394 | 1423 | 1458 |
|               | 1970 | 1975 | 2011 | 2012 | 2014 | 2015 | 2017 | 2019 | 2022 | 2023 |